# Charlotte de Prusse (1860-1919)
Pour les articles homonymes, voir Charlotte de Prusse (homonymie).
Titres
Duchesse de Saxe-Meiningen
26 juin 1914 – 10 novembre 1918
(4 ans, 4 mois et 15 jours)
Épouse du prétendant au trône de Saxe-Meiningen
10 novembre 1918 – 1er octobre 1919
(10 mois et 21 jours)
Charlotte de Prusse (en allemand :Viktoria Elisabeth Auguste Charlotte von Preussen), princesse de Prusse et, par son mariage, duchesse de Saxe-Meiningen, est née le 24 juillet 1860 à Potsdam, en Prusse, et morte le 1er octobre 1919 à Baden-Baden, en Allemagne. Fille aînée de l'empereur Frédéric III d'Allemagne et de la princesse royale Victoria du Royaume-Uni, elle est la dernière duchesse de Saxe-Meiningen par son mariage avec Bernard III de Saxe-Meiningen-Hildburghausen.
Née au Nouveau Palais de Potsdam, la princesse Charlotte est une enfant difficile et une élève indifférente, de disposition nerveuse. Sa relation avec sa mère, exigeante intellectuellement, est tendue. En grandissant, Charlotte développe un penchant pour les ragots et les ennuis. Désireuse d'échapper au contrôle parental, elle épouse à l'âge de dix-sept ans le prince Bernard de Saxe-Meiningen en 1878. La faible personnalité de son époux n'a que peu d'effets sur elle. Connue pour sa personnalité excentrique, la princesse Charlotte est une figure de la haute-société berlinoise et laisse souvent sa fille unique, la princesse Théodora, aux soins de sa famille. Charlotte et Théodora ont elles aussi une relation difficile.
Son frère Guillaume II devient empereur en 1888, ce qui augmente son influence sociale. Pendant le règne de son frère, elle est connue pour ses intrigues, son mode de vie frivole et extravagant et sa santé fragile.
Elle devient duchesse de Saxe-Meiningen en 1914, mais son époux perd son trône à la fin de la Première Guerre mondiale. Charlotte meurt l'année suivante d'une crise cardiaque à Baden-Baden après une vie passée à souffrir de différents problèmes de santé. La plupart des historiens pensent qu'elle était atteinte de porphyrie, une maladie génétique qui a affecté sa fille et d'autres descendants de la famille royale britannique.

## Biographie

### Jeunesse

#### Naissance et famille

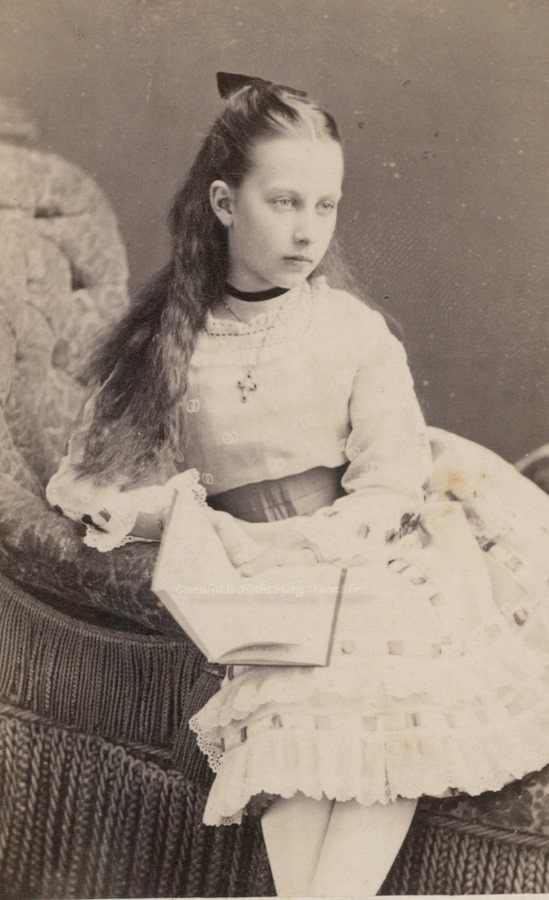
La princesse Charlotte en 1870.

La princesse Charlotte naît le 24 juillet 1860 au Nouveau Palais de Potsdam. Elle est la première fille et le second enfant du prince Frédéric de Prusse, qui devient l'héritier du trône en janvier suivant, et de la princesse royale Victoria du Royaume-Uni, surnommée Vicky par sa famille. L'enfant est donc la petite-fille aînée de la reine Victoria et du prince Albert de Saxe-Cobourg-Gotha,. À la naissance, Charlotte est un nourrisson en pleine santé, issu d'un accouchement facile, arrivé dix-neuf mois après la naissance difficile du prince Guillaume,,. Sa grand-mère maternelle désire que sa première petite-fille porte son nom. Cependant, les Prussiens veulent que la nouvelle princesse soit nommée d'après la tsarine Alexandra, née Charlotte de Prusse. En compromis, il est décidé de lui donner comme premier prénom Victoria, mais de ne la désigner officiellement que par son deuxième prénom, Charlotte. Elle reçoit aussi le nom de baptême de sa grand-mère paternelle, la reine de Prusse Augusta de Saxe-Weimar-Eisenach.
Charlotte et Guillaume sont les seuls petits-enfants du couple royal britannique à être nés du vivant du prince Albert,. Le couple rend visite à la famille quand Charlotte est âgée de deux mois,. La famille se rend ensuite en Angleterre en juin 1861, six mois avant la mort du prince consort.

#### Éducation

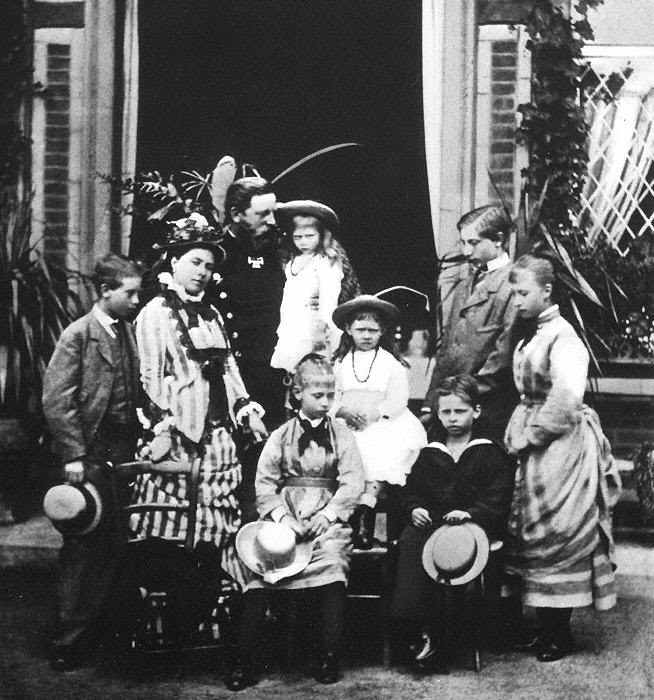
La princesse Charlotte avec sa famille en 1875. Debout de gauche à droite : le prince Henri, la princesse héritière Victoria, le prince héritier Frédéric avec la princesse Marguerite, le prince Guillaume, et la princesse Charlotte. Assis de gauche à droite : la princesse Victoria, la princesse Sophie et le prince Waldemar.

La fratrie de huit enfants passe l'hiver à Berlin et l'été à Potsdam, et un séjour à la campagne est habituellement prévu chaque année, pour le plus grand plaisir des enfants. En 1863, Victoria et Frédéric font l'acquisition d'une propriété en mauvais état et la rénovent pour en faire une ferme, de façon à offrir à la famille l'occasion d'expérimenter une vie plus simple. Frédéric est un père et mari aimant, mais ses responsabilités militaires l'éloignent du foyer. Victoria est une mère exigeante intellectuellement qui attend de ses enfants qu'ils fassent preuve de solides qualités morales et politiques, et c'est elle qui supervise leur éducation. Peu de temps après son arrivée dans son pays d'adoption, Victoria est le témoin des disputes et intrigues au sein de la famille royale prussienne, ce qui renforce sa croyance en la supériorité de la culture britannique. Elle élève donc ses enfants à l'anglaise, et leur inculque avec succès l'amour de sa patrie d'origine en les y emmenant régulièrement.
Alors que la mère et la fille sont au départ très proches, cela change avec le temps. Quand elle atteint l'âge de deux ans, Charlotte est connue comme la « vilaine petite Ditta chérie » et s'avère être la plus difficile de la fratrie,. Dans son enfance, elle est agitée et nerveuse et tire souvent sur ses vêtements. Elle est forcée de porter des gants pour ne pas se ronger les ongles, mais la solution ne marche qu'un temps,. La reine Victoria écrit à sa fille : « dis à Charlotte que je suis fâchée d'apprendre qu'elle se ronge les ongles. Grand-mère n'aime pas les vilaines petites-filles ». En 1863, la princesse héritière rapporte dans son journal que : « son jeune esprit semble presque trop actif pour son corps, elle est tellement vive, nerveuse et sensible. Son sommeil n'est pas aussi profond qu'il devrait et elle est si mince ». Charlotte fait des caprices très violents, Victoria les décrit comme : « de telles explosions de rage et d'entêtements qu'elle hurle à en perdre la voix ». La jeune fille est aussi en manque de poids et souffre de troubles digestifs.

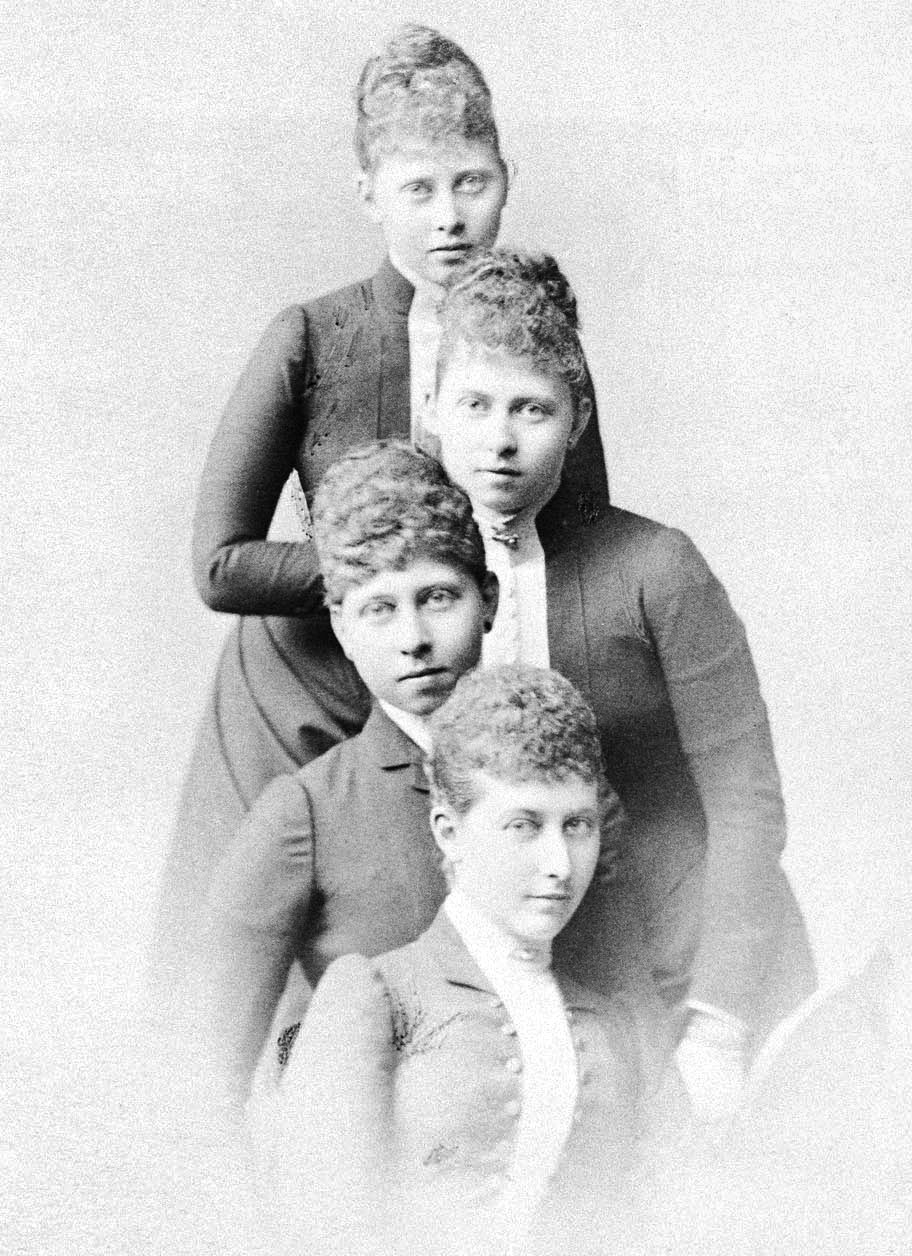
De haut en bas : Marguerite, Sophie, Victoria et Charlotte en 1889.

Charlotte est une élève indifférente, au grand désespoir de sa mère, qui accorde une grande importance à l'éducation. Sa gouvernante déclare qu'elle n'a jamais rencontré autant de difficultés qu'avec la princesse, tandis que Victoria écrit un jour à sa mère à propos de sa fille que : « La stupidité n'est pas un péché, mais elle rend l'éducation plus difficile »,. La princesse héritière tait rarement son opinion à propos de ce qui lui déplaît, et réprimande sans ménagement ses enfants pour encourager leurs efforts et leur inculquer l'humilité. La reine Victoria conseille à sa fille d'être plus encourageante envers Charlotte, pensant qu'elle ne peut attendre de la princesse qu'elle partage ses goûts et ses opinions. Le biographe Jerrold M. Packard pense qu'il est probable que : « la jolie mais nerveuse et boudeuse petite fille ait senti la déception de sa mère à un très jeune âge », exacerbant le gouffre entre elles.
Avec le temps, un fossé se creuse dans la fratrie entre les trois aînés et les trois cadettes,. La mort de ses frères Sigismond et Waldemar en 1866 et 1879 dévaste la princesse héritière. L'historien John Röhl avance que les trois aînés « ne pourraient jamais soutenir la comparaison avec son souvenir idéalisé de ses deux défunts princes ». L'éducation stricte préférée par Victoria pour les trois aînés, Guillaume, Charlotte et Henri, n'est pas donnée aux trois cadettes, Victoria, Sophie et Marguerite,. Les aînés, conscients de la déception de leur mère, sont jaloux de son indulgence pour les plus jeunes. L'historien John Van der Kiste postule que si Victoria avait été aussi compréhensive avec Charlotte qu'avec ses trois cadettes : « leur relation aurait pu être plus heureuse ».
Charlotte est tout de même la préférée de ses grands-parents paternels, qu'elle voit régulièrement. Le roi Guillaume et la reine Augusta gâtent leur petite-fille et encouragent sa rébellion contre ses parents, et Charlotte et son frère sont souvent de leur côté quand ils se disputent avec le prince et la princesse héritière. Cette rébellion est aussi encouragée par le chancelier Otto von Bismarck, qui est en désaccord politique avec ses parents libéraux. Charlotte est aussi très proche de son frère aîné bien qu'ils s'éloignent après son mariage en 1881 avec Augusta-Victoria de Schleswig-Holstein (dite « Dona »), une princesse décrite par Charlotte comme quelconque, peu vive d'esprit et timide,. Les relations entre le frère et la sœur s'en ressentent durablement.

### Mariage

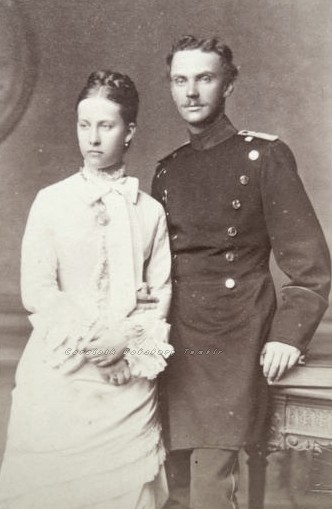
Charlotte de Prusse et Bernard de Saxe-Meiningen en 1877.

À l'âge de quatorze ans, Charlotte est décrite par Victoria comme étant d'apparence juvénile, elle écrit : « Charlotte est en tout point – pour la santé, l'apparence et la compréhension, semblable à une enfant de dix ans ! ». La princesse a de petites jambes, une longue taille et de grands bras, ce qui fait qu'elle a l'air grande assise mais petite debout. Elle est décrite comme assez quelconque. Elle souffre de problèmes de santé, comme des rhumatismes, des maux de têtes et des insomnies, qui l'accompagneront toute sa vie, ainsi que d'un continuel état d'agitation mentale qui n'est pas compris par les médecins,.
Charlotte se met à flirter, à répandre des ragots et à causer des ennuis, ce que sa mère avait pressenti, bien qu'elle ait espéré que cela lui passe en grandissant. Victoria la décrit comme un : « petit chaton enjôleur qui peut être si affectueuse dès qu'elle veut obtenir quelque chose ». Elle pense que son « bel extérieur » cache de « dangereux traits de caractère », et blâme la nature pour avoir créé de tels défauts chez sa fille,.
En avril 1877, à seize ans, Charlotte se fiance avec son cousin issu de germains le prince Bernard de Saxe-Meiningen, héritier du duché de Saxe-Meiningen. D'après la biographie de Victoria par Hannah Pakula, Charlotte tombe amoureuse du prince lors d'un voyage en voiture avec son frère aîné : celui-ci accélère, ce qui effraie la jeune fille qui se cramponne au bras du prince. Pakula ajoute que sa passion soudaine mais brève est certainement due à sa « personnalité changeante ». John Van der Kiste pense que sa décision d'épouser Bernard est aussi due à sa volonté de s'émanciper de ses parents et d'échapper aux critiques de sa mère.
Le prince Bernard, officier servant dans un régiment de Potsdam et ancien combattant de la guerre franco-prussienne, est de neuf ans son aîné. Considéré comme n'ayant que peu de caractère, il a beaucoup d'intérêts intellectuels, notamment l'archéologie. Charlotte ne partage pas ses intérêts, mais Victoria espère que le temps et le mariage assagiront Charlotte, pour « qu'au moins ses défauts ne puissent faire du mal ». Les fiançailles durent près d'un an, période où Victoria s'emploie à préparer le trousseau de sa fille. Le couple se marie à Berlin le 18 février 1878, en une double cérémonie où la princesse Élisabeth-Anne de Prusse épouse Frédéric-Auguste d'Oldenbourg . Ses oncles maternels, le prince de Galles et le duc de Connaught et Strathearn, assistent au mariage, ainsi que le roi Léopold II de Belgique et la reine Marie-Henriette,.
Le jeune couple s'établit près du Nouveau Palais, dans une petite villa auparavant occupée par Auguste von Harrach, l'épouse morganatique de Frédéric-Guillaume III de Prusse. Ils achètent aussi une villa à Cannes, ce qui agace fortement le prince Guillaume pour qui la France est un pays ennemi, et Charlotte finit par y passer la plupart de ses hivers, espérant que le climat soulage sa santé,.

#### Naissance de Théodora

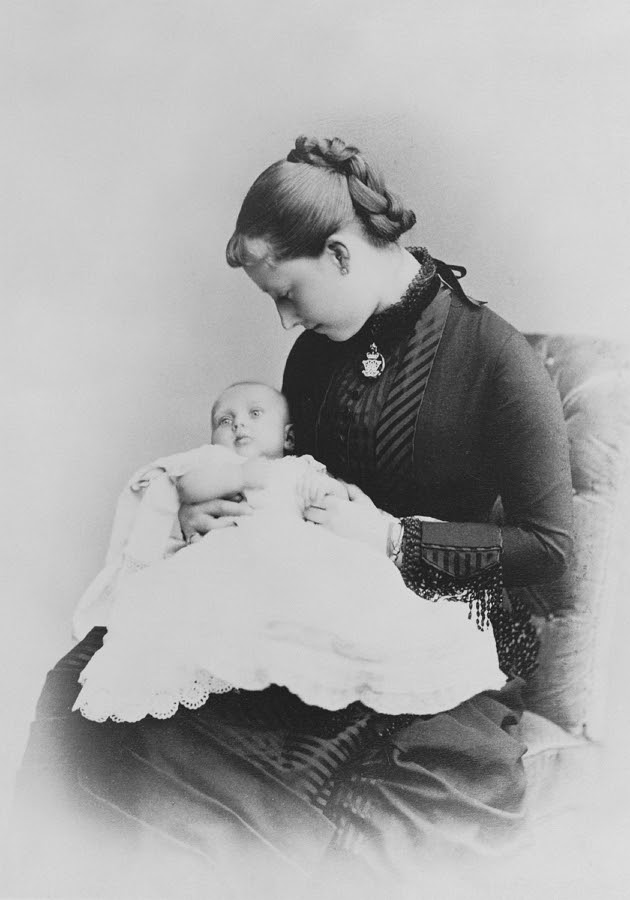
La princesse Charlotte avec sa fille la princesse Théodora en 1879.

Un an après son mariage, Charlotte donne naissance à une fille, la princesse Théodora, le 12 mai 1879. La petite princesse est le premier des petits-enfants du prince et de la princesse héritière, ainsi que le premier arrière-petit-enfant de la reine Victoria,. Charlotte a détesté les limitations causées par sa grossesse, et décide donc que ce serait son unique enfant, au grand désarroi de sa mère. Après la naissance de sa fille, Charlotte consacre son temps à la vie mondaine berlinoise, et part pour de longues vacances. Durant ses voyages, Charlotte laisse souvent sa fille à sa mère. Théodora fait donc fréquemment de longs séjours à Friedrichshof, la propriété de sa grand-mère qui l'a décrite comme : « une petite-fille agréable, bien plus facile à gérer que sa mère ».
À cette époque, il est rare d'être enfant unique et Théodora a eu une enfance plutôt solitaire. Comme sa mère, la petite-fille souffre de nombreux problèmes de santé, notamment de sévères migraines. Toujours comme sa mère, c'est une étudiante peu assidue, ce que Victoria attribue à un manque de supervision de ses parents, le couple étant souvent absent. Elle ajoute : « L'atmosphère du foyer n'est pas la meilleure pour une enfant de son âge… Avec Charlotte pour exemple, à quoi d'autre peut-on s'attendre ».

### Âge adulte
Guillaume Ier offre au couple une villa près de Tiergarten à Berlin et transfère Bernard dans un régiment de la capitale. Charlotte se plonge quant à elle dans la vie mondaine berlinoise. Elle est admirée pour son élégance, commandant ses vêtements à Paris. Elle fume et boit, ce qui est inhabituel pour une femme de son rang, et est appréciée pour ses réceptions. Elle gagne la réputation d'une personne peu digne de confiance, et en effet, elle est connue pour gagner l'amitié de quelqu'un uniquement pour pouvoir dévoiler tous ses secrets. Elle a des vues politiques plutôt conservatrices et s'oppose en cela à sa mère, qui déteste Bismarck.

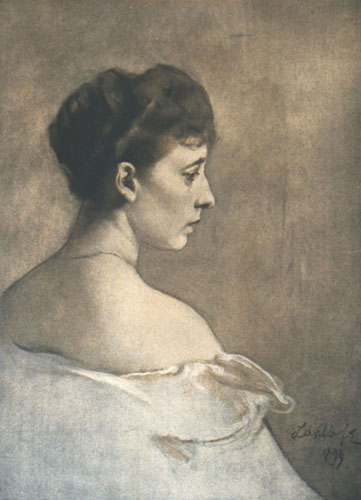
Portrait de la princesse de Saxe-Meiningen par Laszlo en 1899.

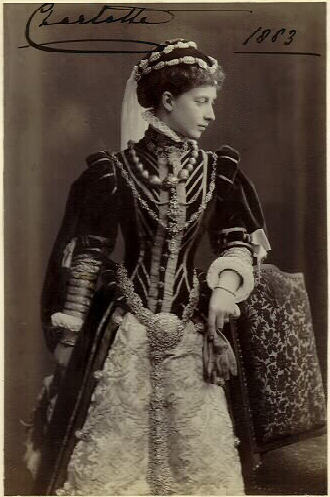
Charlotte de Prusse en 1883.

Son père monte sur le trône en mars 1888, mais succombe à un cancer de la gorge en juin de la même année. Charlotte et la plupart de ses frères et sœurs restent à ses côtés jusqu'à la fin. Avec l'accession de son frère, son influence sociale augmente, et elle s'entoure d'un groupe de jeunes aristocrates et diplomates. Alors qu'elle s'était réconciliée avec sa mère pendant la maladie de son père, Charlotte prend le parti de son frère quand il estime qu'il aurait dû assister au jubilé de la reine Victoria à la place de leur père souffrant. Charlotte et Bernard prennent le parti de l'empereur lors de ses disputes avec Victoria, qui est quant à elle défendue par ses trois plus jeunes filles. Dans une lettre de cette période, Victoria décrit sa fille comme « des plus étranges » et « ne venant presque plus me voir », et continue en décrivant Bernard comme impertinent et grossier. 

#### Scandale des lettres

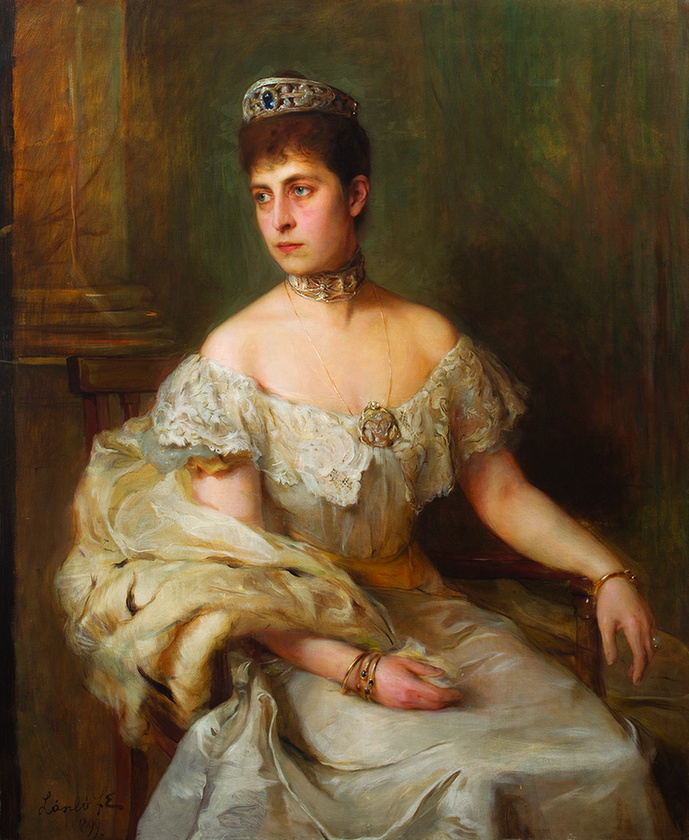
Portrait par Philip de László en 1899.

Début 1891, un scandale éclate dans la haute société de Berlin après qu'une série de lettres anonymes ont été envoyées à d'importantes personnalités de la cour, y compris au couple impérial. Les lettres sont signées de la même main, et contiennent des ragots salaces ainsi que de graves accusations envers les personnalités les plus en vue. Certaines incluent des montages pornographiques de photos de membres de la famille impériale. Plusieurs centaines de lettres sont envoyées en quatre ans. L'empereur ordonne une enquête, mais le ou les coupables ne sont jamais identifiés. L'auteur a une connaissance intime des personnalités de la famille impériale, il paraît donc clair qu'il est l'un d'entre eux ou une personnalité très proche. À l'époque, on a spéculé que Charlotte, connue pour son amour du persiflage, pouvait être derrière l'affaire,. Les historiens suggèrent désormais que l'auteur des lettres pourrait être le frère de l'impératrice, Ernest-Gonthier de Schleswig-Holstein, en collaboration avec sa maîtresse.
Au même moment, Charlotte perd son journal intime contenant des secrets de famille et diverses moqueries ; il finit par se retrouver entre les mains de son frère, qui ne lui pardonne jamais son contenu. Bernard est transféré dans un régiment à Breslau pour exiler le couple. En tant que contrôleur de la pension de Charlotte, Guillaume II limite aussi ses possibilités de voyager hors du pays, à moins qu'elle accepte de se passer des honneurs dus à une personnalité de son rang. En 1896, l'impératrice accuse Charlotte d'entretenir une liaison avec Karl-August Roeder von Diersburg, ce qu'elle nie farouchement. Bernard défend son épouse et accuse les Hohenzollern de chercher à garder les princesses de Prusse sous le pouvoir de la famille. Le prince envisage sérieusement de démissionner de l'armée pour se retirer avec Charlotte à Meiningen, mais l'affaire finit par entrer dans l'ordre quand Diersburg retourne auprès de sa femme. Ces scandales entachent sérieusement l'image de la monarchie.

#### Relations avec Théodora

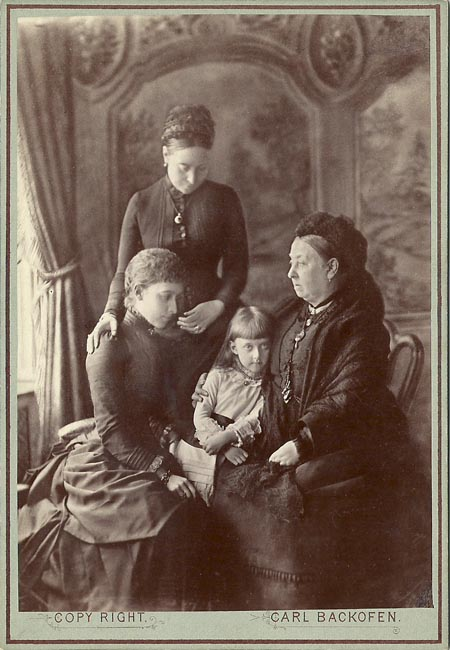
De gauche à droite : Charlotte, Victoria, Théodora, et la reine Victoria en avril 1884.

Théodora grandissant, de nombreux prétendants sont considérés. Le prince exilé Pierre Karageorgévitch, veuf de trente-six ans son aîné, la demande en mariage, mais sans succès. Un autre candidat potentiel est son cousin, le prince Alfred de Saxe-Cobourg-Gotha. Fin 1897, Théodora se fiance au prince Henri XXX de Reuss-Köstritz, et ils se marient le 24 septembre 1898 lors d'une cérémonie à Breslau. Son époux a quinze ans de plus qu'elle et est capitaine du régiment de Brunswick, mais n'est pas particulièrement riche ou influent. Beaucoup de membres de sa famille sont choqués par le mariage, mais l'impératrice douairière est satisfaite que sa petite-fille semble heureuse.
Théodora voyage dans toute l'Allemagne au gré des affectations de son époux. Cependant, ce mariage n'améliore pas les relations entre la mère et la fille. Après une visite du couple en 1899, Charlotte écrit que Théodora est « incompréhensible » et « se dérobe dès que j'essaie de l'influencer concernant sa personnalité et sa santé ». Charlotte n'apprécie pas plus son gendre, critiquant son apparence et son incapacité à contrôler sa femme, dotée d'une forte personnalité. Contrairement à sa mère, Théodora désire ardemment avoir des enfants, et son incapacité à concevoir la bouleverse, bien que cela fasse plaisir à Charlotte, qui ne veut pas devenir grand-mère.
John Van der Kiste écrit que Charlotte et Théodora ont des personnalités très similaires : « deux femmes de caractère partageant un amour pour les ragots et toujours prêtes à ne voir que le pire de l'autre ». Leurs relations finissent par tellement se détériorer que Charlotte refuse de recevoir le couple. Charlotte ne croit pas sa fille quand celle-ci affirme être atteinte de la malaria, préférant plutôt penser que son gendre lui a transmis une maladie vénérienne, ce qui indigne Théodora. Au cours du temps, différents membres de la famille essaient de les réconcilier, mais chaque tentative se solde par un échec. Charlotte n'écrit pas à Théodora pendant près d'une décennie, ne reprenant contact qu'après que sa fille a subi une dangereuse opération censée l'aider à concevoir. Charlotte est scandalisée qu'une telle opération ait été autorisée, et finit par rendre visite à sa fille au sanatorium, à la demande de celle-ci.

#### Duchesse de Saxe-Meiningen

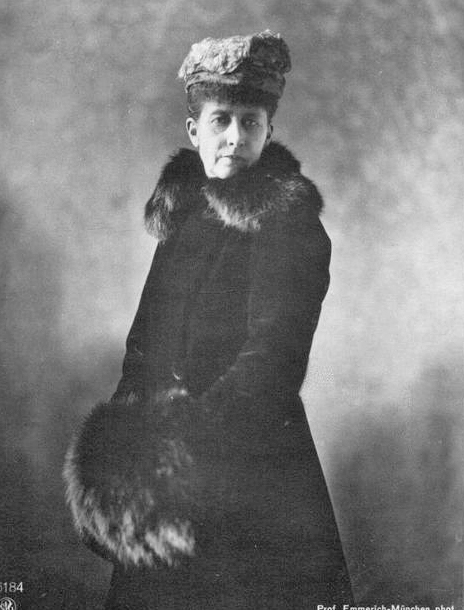
Charlotte, duchesse de Saxe-Meiningen, en 1917.

En juin 1911, Charlotte assiste au couronnement de son cousin George V, mais la chaleur la terrasse et elle garde le lit, affaiblie par la douleur. Le 25 juin 1914, son époux hérite du duché de Saxe-Meiningen. La Première Guerre mondiale éclate le 28 juillet et Bernard part sur le front, tandis que Charlotte reste à l'arrière. Pendant la guerre, Charlotte fait l'expérience de plus en plus de douleurs, notamment aux jambes et aux reins. La douleur devient si sévère que seul l'opium arrive à la soulager.
La fin de la guerre cause la dislocation de l'Empire et son époux est forcé d'abdiquer. L'année suivante, Charlotte se rend à Baden-Baden pour soigner son cœur, et elle y meurt d'une crise cardiaque le 1er octobre 1919 à l'âge de 59 ans. Bernard meurt neuf ans plus tard et est enterré avec elle dans le parc du château d'Altenstein.

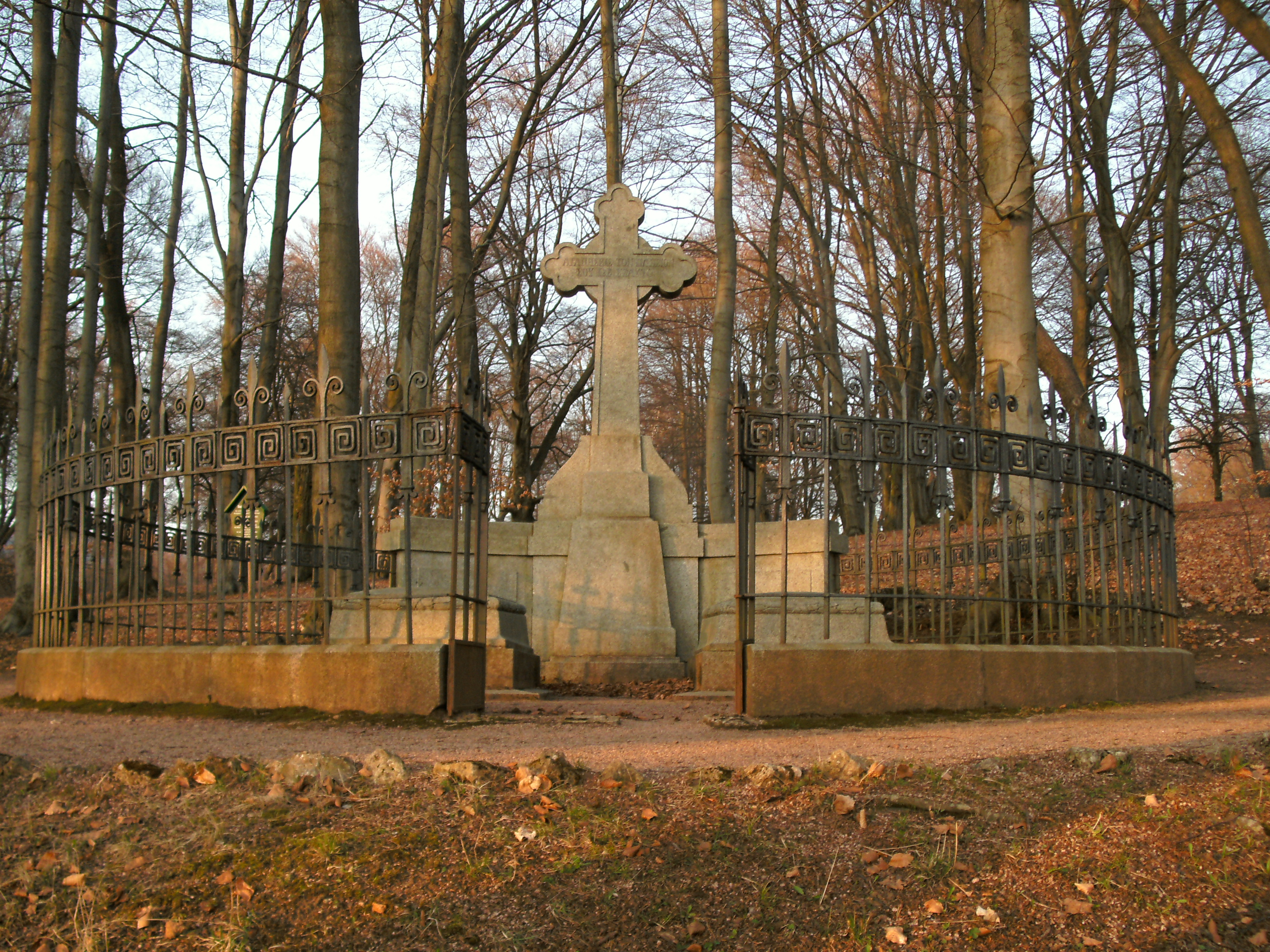
Sépulture.

## Titulature et distinctions

### Titulature
- 24 juillet 1860 - 18 février 1878 : Son altesse royale la princesse Charlotte de Prusse
- 18 février 1878 - 25 juin 1914 : Son altesse royale la princesse héritière de Saxe-Meiningen, princesse de Prusse
- 25 juin 1914 - 1er octobre 1919 : Son altesse royale la duchesse de Saxe-Meiningen

### Distinctions
- Dame de l'ordre de Louise
- Dame de l'ordre de la couronne d'Inde